# Устав Швајцарске
Устав Швајцарске (нем. Bundesverfassung der Schweizerischen Eidgenossenschaft, фра. Constitution fédérale de la Confédération suisse, ита. Costituzione federale della Confederazione Svizzera) од 18. априла 1999. године је трећи и садашњи устав Швајцарске. Он поставља Швајцарску Конфедерацију као савезну републику од 26 кантона, садржи списак индивидуалних и народних права (укључујући и право да се траже народни референдуми на савезне законе и уставне амандмане), описује обавезе кантона и Савеза и установљава савезна овлашћења владе.
Устав је усвојен гласањем 18. априла 1999. године. Он је заменио прошли савезни устав од 1878. године и требало је да га учини савременијим без промена у суштини.

## Историја
Основа за данашњи Швајцарски устав је постављена ширењем Устава 12. септембра 1848. године, на који је дубоко утицао Устав Сједињених Америчких Држава и идеје Француске Револуције. Овај устав је обезбедио врховну власт кантона, све док се ово није сукобљавало са Савезним Уставом. Овај Устав је састављен као одговор на грађански рат који је трајао 27 година у Швајцарској, "Sonderbundskrieg" (ово је био савез састављен 1845. године у Швајцарској између седам католичких и протестантних кантона, у циљу да се заштите њихови интереси против централизације власти).
Устав од 1848. године је делом измењен 1866. године, и потпуно измењен 1874. године. Ова последња уставна промена је увела референдум на савезном нивоу. Почетком у 1891. години, устав је садржао „право на иницијативу“, под којом одређен број гласача може затражити да се исправи уставни члан, или чак да се уведе нови члан у устав. Тако да се делимичне промене устава могу направити било кад.
Устав Швајцарске конфедерације је потпуно измењен по други пут 1990тих година, и нова верзија је одобрена гласањем народа и кантона 18. априла 1999. године. Он замењује устав од 29. маја 1874, и садржи девет основних права који су до тада само коментарисани у Врховном Суду. 
Ступио је на снагу 1. јануара 2000. године.
Захваљујући уставним иницијативама и контра предлозима, Швајцарски Устав је предмет сталних промена.